# Gümüşova
Gümüşova ist eine Stadt und ein Landkreis der türkischen Provinz Düzce. Der Ort liegt etwa 20 Kilometer westlich der Provinzhauptstadt Düzce und beherbergt über die Hälfte der Landkreisbevölkerung.
Der Landkreis liegt im Westen der Provinz. Er grenzt im Norden an den Landkreis Cumayeri, im Osten an Çilimli und den zentralen Landkreis Düzce, im Süden an Gölyaka und im Westen an die Provinz Sakarya. Die Stadt und den Landkreis durchquert von Westen nach Osten die Fernstraße D-100, die von Edirne über Istanbul kommend nach Erzurum und zur iranischen Grenze führt. Parallel dazu verläuft etwas weiter südlich die Europastraße 80, die einen ähnlichen Verlauf nimmt. Die Stadt liegt in der Ebene Düzce Ovası, im Nordwesten des Kreises liegen Ausläufer der Akçakoca Dağları.
Der Landkreis wurde 1993 durch das Gesetz Nr. 3949 geschaffen und umfasst neben dem Verwaltungssitz (Merkez) noch 18 Dörfer (Köy), von denen Selamlar (803 Einw.) das größte ist. Die Durchschnittsbevölkerung der Dörfer beträgt 426.
Der Landkreis Gümüşova ist mit einer Fläche von 103 km² der zweitkleinste der Provinz. Ende 2020 lag Gümüşova mit 16.254 Einwohnern auf dem 6. Platz der bevölkerungsreichsten Landkreise in der Provinz Düzce. Die Bevölkerungsdichte liegt mit 158 Einwohnern je Quadratkilometer im Bereich des Provinzdurchschnitts (159 Einwohner je km²). 